# Ishtiaq Mubarak
Ahmed Ishtiaq Mubarak (ur. 6 lutego 1948, zm. 9 sierpnia 2013 w Hulu Kelang) – malezyjski lekkoatleta, płotkarz.
W dzieciństwie trenował grę w kręgle, hokeja, piłkę nożną, krykiet i rugby. Ostatecznie wybrał jednak lekkoatletykę.
Jego ojciec był oficerem policji.
Zadebiutował w 1966 na igrzyskach azjatyckich. Zdobył na nich brązowy medal na 110 m ppł z czasem 14,7 s.
W 1967 po raz pierwszy wystąpił na igrzyskach Azji Południowo-Wschodniej, na których był jednym z faworytów do zdobycia medalu na 110 m ppł, jednak podczas występu w skoku w dal naciągnął mięsień, co zmusiło go do wycofania się z udziału w zawodach.
W 1968 wziął udział w igrzyskach olimpijskich, na których wystartował w biegu na 110 m ppł. Odpadł w pierwszej rundzie, zajmując 6. miejsce w swoim biegu eliminacyjnym z czasem 14,3 s. Był najmłodszym malezyjskim lekkoatletą na tych igrzyskach. W tym samym roku uzyskał czas 14,4 s pobijając o 0,2 s rekord kraju należący od 6 lat do Kudy Ditty.
W 1969 zdobył złoty medal na 110 m ppł na igrzyskach Azji Południowo-Wschodniej z czasem 14,6 s.
13 października 1970 ledwie uszedł z życiem w wypadku drogowym (motocyklowym), po którym wracał do zdrowia przez 9 miesięcy.
W 1971 ponownie wygrał igrzyska Azji Południowo-Wschodniej, osiągając czas 14,4 s. Czas ten był rekordem igrzysk Azji Południowo-Wschodniej.
W 1972 po raz drugi wystąpił na igrzyskach olimpijskich. Ponownie odpadł w pierwszej rundzie, zajmując 7. miejsce w swoim biegu eliminacyjnym z czasem 14,78 s.
W 1973 ponownie wygrał igrzyska Azji Południowo-Wschodniej z czasem 14,6 s. Zdobył także srebrny medal na mistrzostwach Azji z czasem 14,3 s.
W 1974 wywalczył srebro na igrzyskach azjatyckich z czasem 14,49 s. Wystąpił także na igrzyskach Brytyjskiej Wspólnoty Narodów.
W 1975 ponownie zdobył srebrny medal na mistrzostwach Azji, tym razem uzyskując czas 14,45 s.
W 1976 po raz ostatni wystąpił na igrzyskach olimpijskich, na których był chorążym malezyjskiej kadry. W swoim biegu eliminacyjnym pierwszej rundy był 5. z czasem 14,27 s, w wyniku czego awansował do półfinału (jako drugi Malezyjczyk w historii po Manim Jegathesanie, który dokonał tego w 1964), w którym odpadł, zajmując ostatnią, 8. pozycję w swoim biegu eliminacyjnym z czasem 14,21 s. Był najstarszym malezyjskim lekkoatletą na tych igrzyskach. W tym samym roku został też sportowcem roku w Malezji.
W 1977 zdobył złoty medal na igrzyskach Azji Południowo-Wschodniej z czasem 14,46 s.
W 1978 wystąpił na igrzyskach Wspólnoty Narodów. W tym samym roku odznaczono go orderem Ahli Mangku Negara.
W 1979 pobił rekord kraju, uzyskując czas 14,08 s. Został on pobity dopiero 15 lat później przez Nura Hermana Majida.
Po zakończeniu kariery był trenerem lekkoatletycznym. Prowadził m.in. juniorską reprezentację Malezji (do 2012).
W grudniu 2012 został oskarżony o posiadanie narkotyków (37,9 g marihuany). Przyznał się do winy, lecz wyszedł z więzienia za kaucją.
Zmarł rano 9 sierpnia 2013 w swoim domu w Hulu Kelang z przyczyn naturalnych. Pozostawił żonę, Shamimi Selvarani Abdullah, która także była lekkoatletką oraz dwie córki, Shaniz i Shakirę. Został pochowany na muzułmańskim cmentarzu Batu Muda.